# Sh2-265
Sh2-265 è una nebulosa a emissione visibile nella costellazione di Orione.
Si individua nella parte settentrionale della costellazione, circa 2° a nordovest della brillante Bellatrix (γ Orionis); essendo debolmente luminosa, può essere individuata più grazie al campo buio causato all'oscuramento delle stelle retrostanti, piuttosto che per la sua luminosità. La sua declinazione non è particolarmente settentrionale e ciò fa sì che essa possa essere osservata agevolmente da entrambi gli emisferi celesti, sebbene gli osservatori dell'emisfero boreale siano più avvantaggiati; il periodo in cui raggiunge la più alta elevazione sull'orizzonte è compreso fra i mesi di ottobre e febbraio.
Si tratta di un complesso nebuloso solo parzialmente ionizzato; gran parte della nube infatti non è luminosa e possiede il numero di catalogo B223 (LDN 1589). La nube fa parte del grande anello di regioni H II che circonda la Regione di Lambda Orionis, un vasto complesso nebuloso in cui ha avuto luogo la formazione stellare di stelle di grande e media massa; la stella λ Orionis tuttavia non è la responsabile della ionizzazione dei gas della nube, che pare anzi ricevere la radiazione delle stelle dell'Associazione Orion OB1. Orion OB1 è una grande associazione OB formatasi dai gas del Complesso nebuloso molecolare di Orione e comprende un gran numero di stelle blu di sequenza principale; la parte più prossima a Sh2-265 è il sottogruppo noto come Orion OB1a.
Nella nube è presente il maggiore oggetto HH della regione di Lambda Orionis; si tratta di un getto bipolare dell'estensione di circa 2,6 parsec (8,5 anni luce), corrispondente a circa 20 primi d'arco, ben visibile nelle immagini riprese nella banda dell'Hα. L'oggetto è catalogato come HH 114/115, una catalogazione doppia poiché i due getti hanno un numero di catalogo indipendente; entrambi sono generati dalla sorgente IRAS 05155+0707, che corrisponde a una protostella di Classe I posta fra i due getti. A questa struttura è legato un oggetto, denominato HH 114 MMS, individuato tramite osservazioni a 1300 μm e connesso con HH 114. Evidenze di un secondo getto bipolare di grandi dimensioni possono essere individuate nei due oggetti HH 328 e HH 329, allineati quasi perfettamente con HH 114 MMS. A questi due grandi getti bipolari sono connessi altrettanti getti CO; in particolare, il getto legato a HH 114 MMS non appare allineato con HH 328/329, a differenza della controparte ottica HH 114, suggerendo che la sorgente di HH 114 sia in realtà una proto-stella binaria.

## Collegamenti esterni

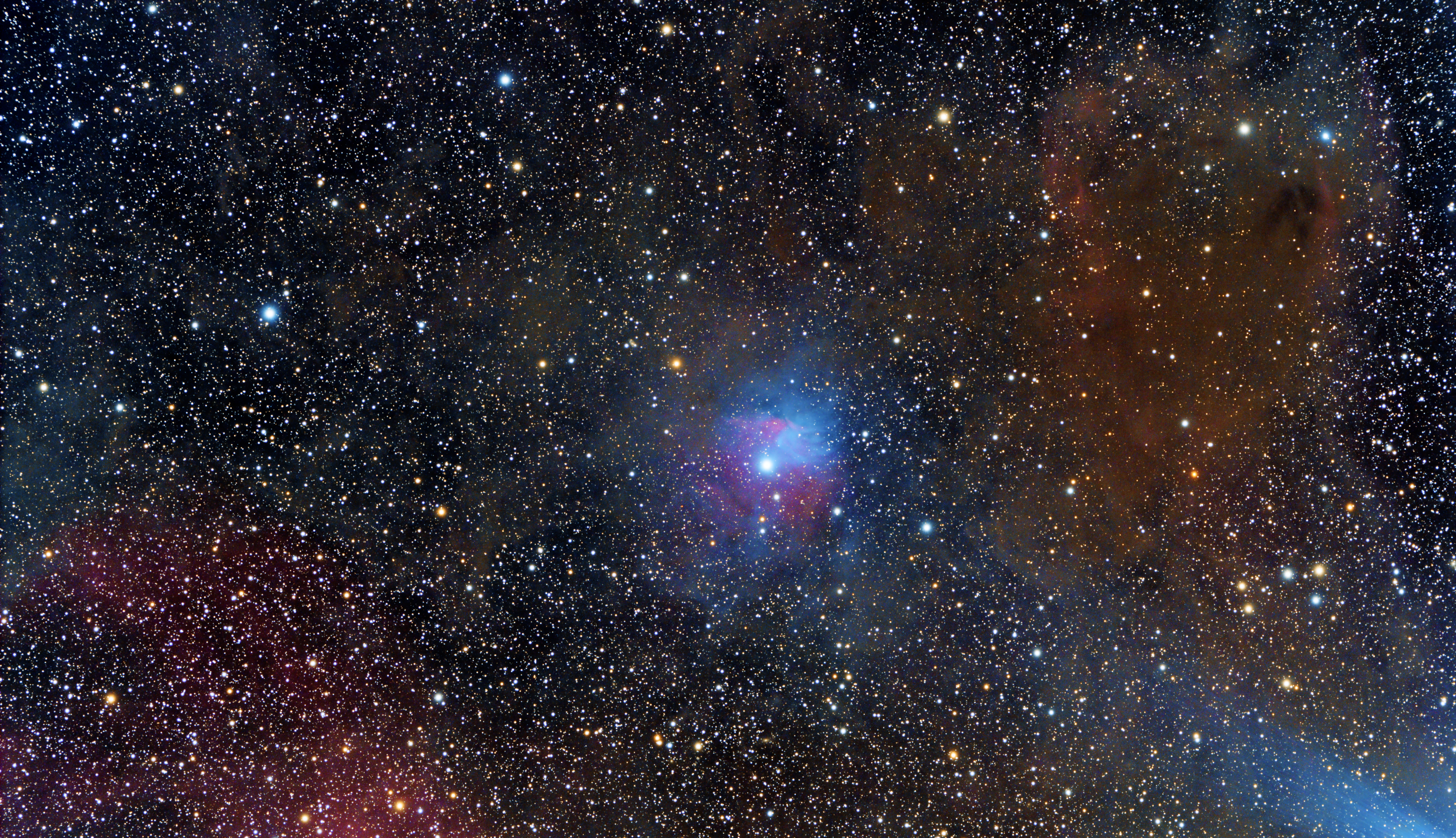
La nebulosa vdB 38 e la limitrofa Sh2-265.